# Speranța Ianculescu
Speranța Maria Ianculescu (n. 20 februarie 1947) este un om politic român, fost ministrul Protecției Mediului și Apelor, între 11 martie 2004 și 28 decembrie 2004, în Guvernul Năstase.